# Axel Edström
Axel Simon Edström, född 29 januari 1897 i Malmö Sankt Petri församling, död 28 maj 1974 i Värmdö församling i Stockholms län, var en svensk militär och ekonom, bland annat verksam vid Stockholms Högskola, Nordiska museet och Skansen.
Axel Edström var son till sjökapten Simon Simonsson Edström och Maria Amalia Möller. Efter studentexamen i Malmö 1916 gav han sig in på den militära banan. Han blev fänrik vid Kustartilleriet 1918, underlöjtnant och löjtnant 1920 men gick över till reserven 1922. Han började i stället studera vid Handelshögskolan i Stockholm, varifrån han diplomerades (DHS) 1922 och därmed blev civilekonom. Han var kanslichef vid Stockholms Högskola 1922–1936 samt anställd vid Nordiska museet och Skansen 1933–1940. Han var kapten i Kustartilleriet 1940–1945 och därefter chef för ASEAs sociala sektion i Västerås. Axel Edström var riddare av Vasaorden (RVO).
Edström gifte sig 1927 med Karin Pehrson (1907–2006). Makarna fick fyra barn: Per Simon Edström, född 1929, Ingrid Edström, född 1931, Britta Martinson, född 1933, och Lars Edström, född 1935. Axel Edström är tillsammans med hustrun begravd på Värmdö kyrkogård.